# Очеретянка-куцохвіст далекосхідна
Очеретянка-куцохвіст далекосхідна (Urosphena squameiceps) — вид горобцеподібних птахів родини Cettiidae.

## Поширення
Птах поширений в Японії, Кореї, на північному сході Китаю та на півдні Приморського краю Росії. Природним середовищем існування є помірний ліс. На зимівлю мігрує на південь Китаю, до Індокитаю та на острів Тайвань.

## Опис
Дрібний птах з коротким хвостом. Самці і самки за забарвленням схожі. Оперення коричневе з блідішою нижньою частиною тіла і темно-коричневою верхівкою голови. Від основи дзьоба через очі проходить темнокоричнева смуга, на над нею жовтувато-біла брова.